# Benkara griffithii
Benkara griffithii là một loài thực vật có hoa trong họ Thiến thảo. Loài này được (Hook.f.) Ridsdale mô tả khoa học đầu tiên năm 2008.

## Phân bổ
Phạm vi bản địa của loài này là Assam đến miền Trung Trung Quốc và Đông Himalaya. Nó là một loại cây bụi và phát triển chủ yếu ở quần xã cận nhiệt đới.